# 北辰妙見神社
北辰妙見神社（ほくしんみょうけんじんじゃ）は、和歌山県伊都郡かつらぎ町に所在する神社。主祭神は妙見尊。梵鐘が有形文化財となっている。

## 歴史・概要
創建年月日は不明だが、『紀伊続風土記』の四郷瀧村の中に「妙見社」とあるのが当社で、摂社星宮・鐘楼・拝殿が記されている。主祭神「妙見尊」は、北極星と北斗七星つまり天の中央を定位とする「北辰」を指し、この星を神格化した神霊であり、一般的には「妙見さん」と呼ばれる。また、陰陽道や風水学等の根幹となっている神でもある。本殿は、元は権現造であったが明治時代に流造の彩色を施した形式に建て替えられた。その後は20年毎に造営を行い、直近の造営は1994年 (平成6年) に行われ、本殿の色彩を総て修復し、拝殿も新しく建て替えた。
この滝地区は、古くから神仏に対する信仰が篤く、当社の近辺には5つの寺院と堂があった。当社所有文化財以外にも指定された貴重な宝物を有しており、同地区にある極楽寺所有の国重要文化財「金銅半跏思惟弥勒菩薩像」（白鳳時代作で県下最古の仏像）、同地区所有の県指定文化財「大般若経569巻」1227年 (嘉禄3年) の奥書もある。。

## 主祭神
- 主祭神：妙見尊
- 配祀神：素盞嗚尊、誉田別命、三筒男命、市杵嶋姫命

## 文化財・境内

### 鐘楼
- 梵鐘は文永2年 （1265年） の銘があり、1965年 (昭和40年) 4月14日、県から美術工芸品として有形文化財指定を受けた[3]。

### 境内
- 本殿（木造銅板葺流造）、蛭子社（木造銅板葺流造）、拝殿（木造瓦葺）、星供堂（木造瓦葺）、社務所（木造瓦葺）

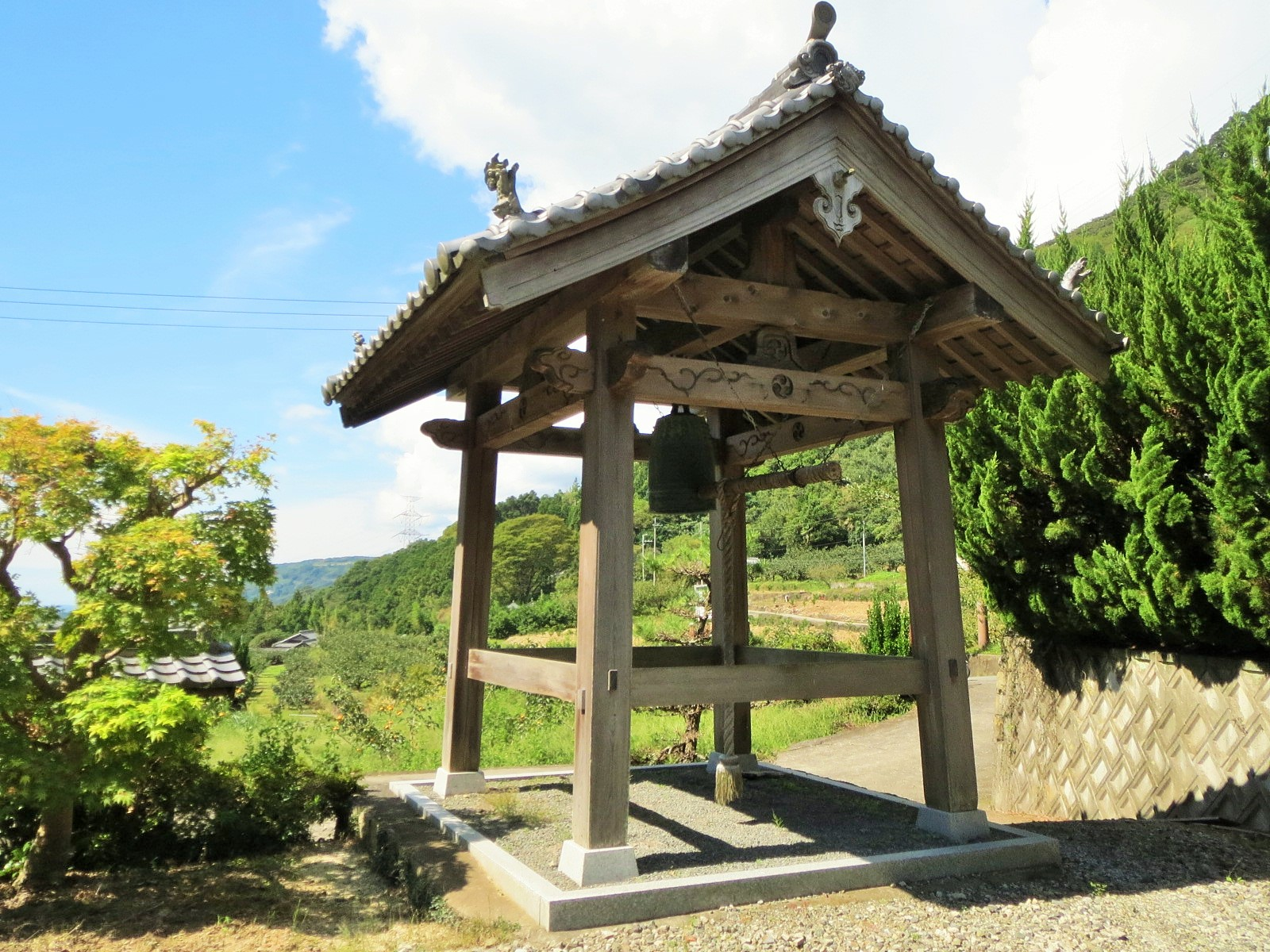
鐘楼
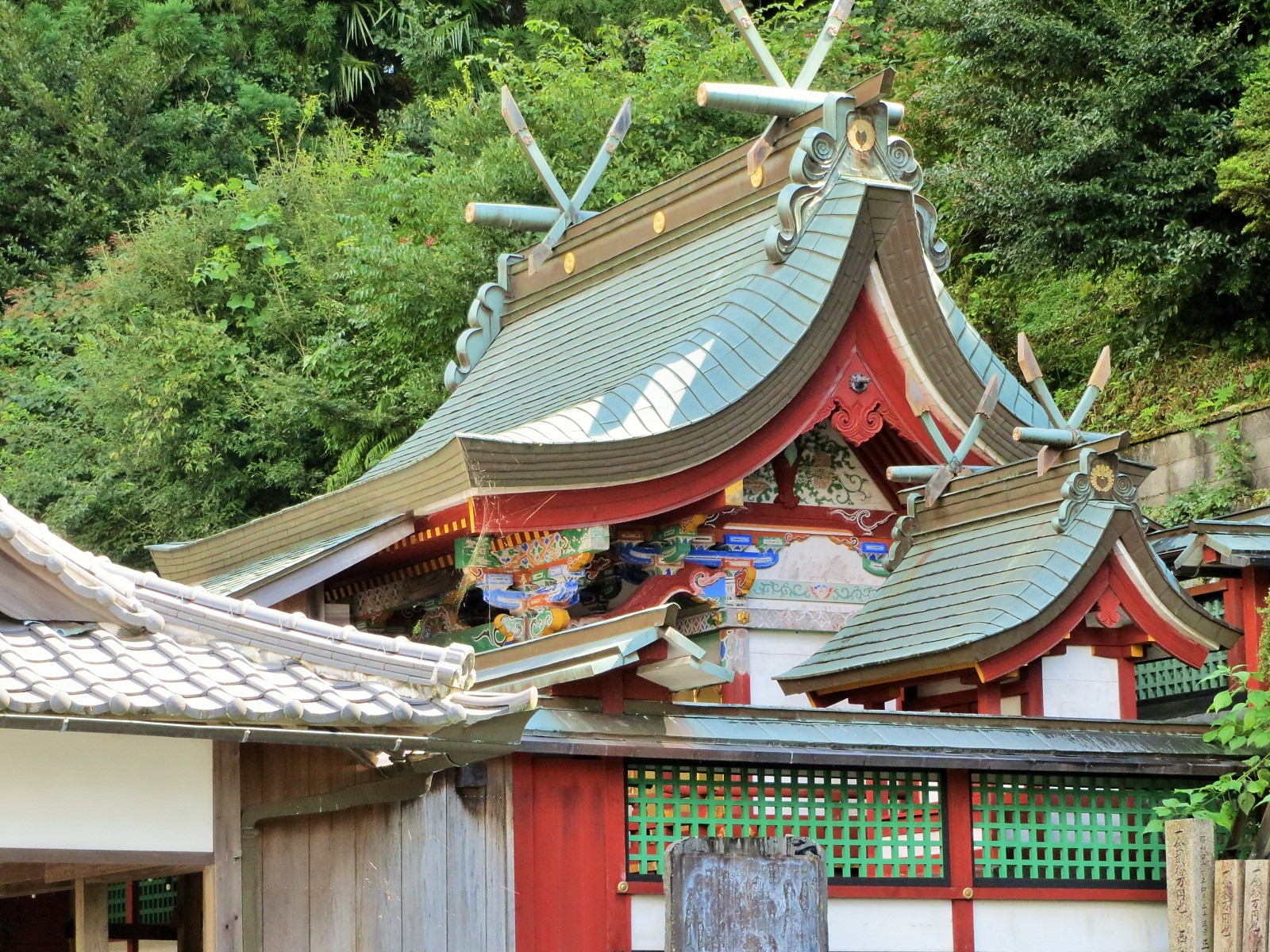
本殿

## 現地情報

### 所在地
和歌山県伊都郡かつらぎ町滝946番

### アクセス
- JR西日本和歌山線笠田駅より車で20分
- 京奈和自動車道かつらぎ西ICより15分

## 豊原家住宅

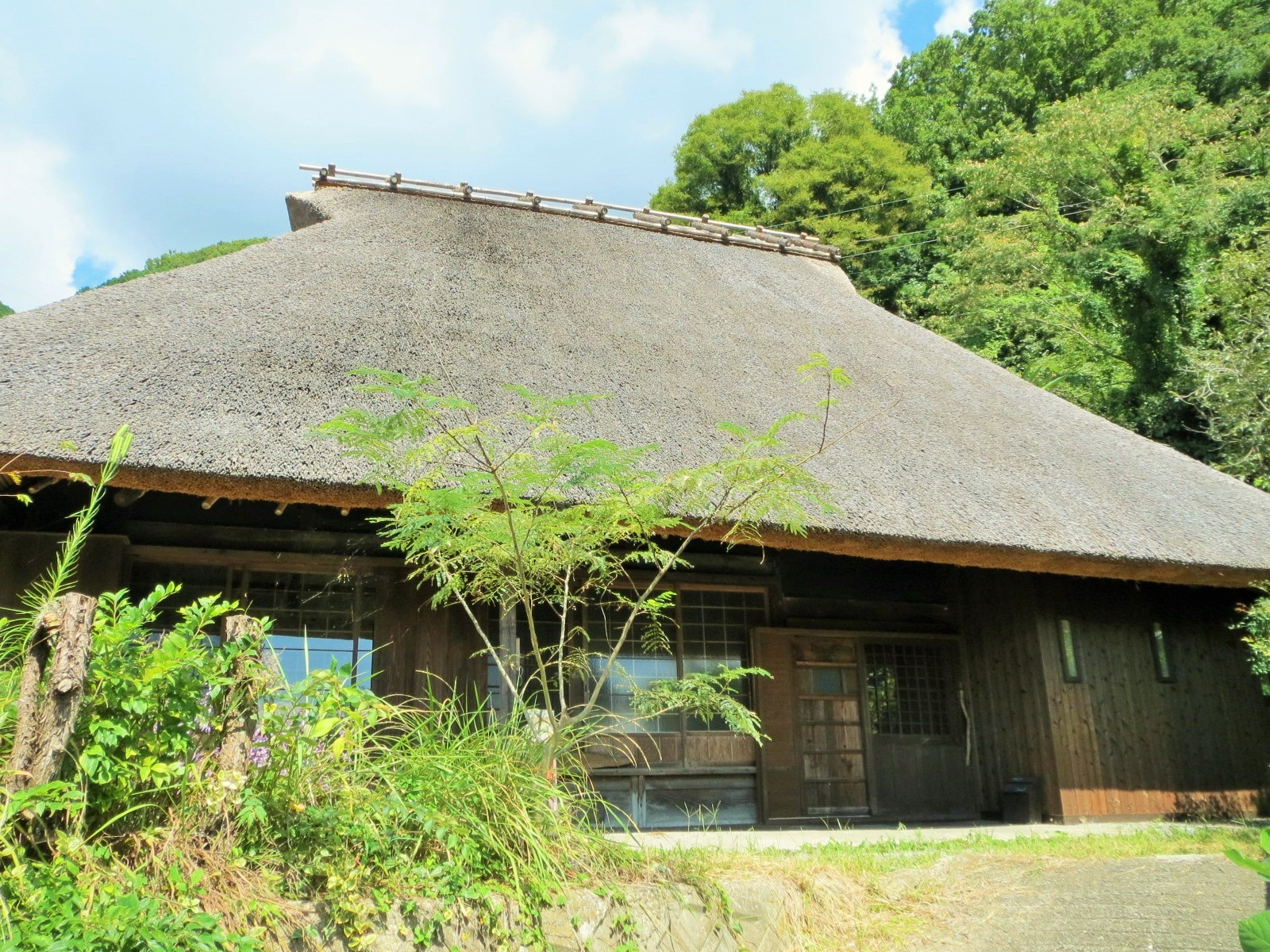
豊原家住宅主屋

当社がある滝地区に所在する豊原家住宅は集落の歴史的景観に寄与することから2019年 (令和元年)12月5日、下記の2件が登録有形文化財となった。
- 主屋 - 江戸時代後期建築、2019年改修。木造平屋建、茅葺き、入母屋造、建築面積102m2。農家で南斜面の狭隘な敷地東側に南面して建つ。小屋組は根太天井の上に土を載せる土天井とし、束踏上に棟束を立てる。正面は奥行四尺の土庇、床上部は整形四間取。
- 離座敷 - 昭和時代前期、木造平屋建、入母屋造、瓦葺き、建築面積64m2。主屋の西隣に南面して建つ座敷。四周に下屋を廻らし、八畳二間の正背面を縁とし、西側の八畳上手に床を設け、床脇は押入とする。部屋境は差鴨居を入れ、天井は棹縁天井。